# Jerome Brailey
Jerome Eugene "Bigfoot" Brailey (n. 20 august 1950) este un baterist american, cel mai cunoscut pentru activitatea sa cu P-Funk, grupare ce includea trupele Parliament, Funkadelic și numeroase alte proiecte asociate cu cele două formații. Brailey este membru al Rock and Roll Hall of Fame fiind inclus în 1997 alături de alți 15 membrii ai Parliament-Funkadelic.
Brailey și-a început activitatea la începutul anilor '70 cântând în grupurile de R&B, The Unifics, The Five Stairsteps și The Chambers Brothers. Jerome a cântat pe varianta originală, de studio a cântecului O-o-h Child al trupei The Five Stairsteps - o piesă clasică R&B. Mai târziu în 1975 s-a alăturat colectivului P-Funk, condus de George Clinton apărând pe mai multe albume ale acestuia. A scris unul din cele mai mari hituri ale trupei Parliament, "Give Up The Funk (Tear The Roof off The Sucker)" - împreună cu George Clinton și Bootsy Collins. "Give Up The Funk" a fost singurul cântec P-Funk nominalizat vreodată la Premiile Grammy. Porțiuni din acel cântec au apărut de la lansarea sa pe sute de piese hip hop și R&B contemporan. După ce a părăsit P-Funk în 1978, Brailey și-a fondat propria formație, Mutiny cu care a lansat albumul de debut Mutiny on The Mamaship urmat de Funk Plus The One în 1980. Primul album a fost unul de mare succes deși unii critici au remarcat lipsa de originalitate a materialului. Brailey a mai cântat în concerte cu artiști precum Keith Richards, Bill Laswell, James Blood Ulmer și Lucky Peterson.